# Gimesia
Gimesia é um gênero de bactéria da família Planctomycetaceae com uma espécie conhecida (Gimesia maris). Gimesia maris foi isolada da água nerítica de Puget Sound, nos Estados Unidos.